# ブリンカー
ブリンカー (blinkers) は競馬および乗馬や馬車などにおいて、馬の視野を制限するための馬具である。ブラインダー (blinders)、遮眼革、遮眼帯ともいう。

## 特性と効果
ブリンカーは馬の両目の外側部分に、革やプラスチックを材料としたカップ状などのものが使用される。頭絡に着脱できるものもあるが、競馬ではマスク状のものになっているものも多い。日本の競馬ではマスク状のものに「メンコ」と呼ばれる耳覆いを付したものが広く用いられている。
着用することで真横や後方の視野を遮ることになり（馬の視野はおよそ350度である）、それによって馬が前方への進行に集中できると考えられている。競馬ではコース沿いにいる観客や、乗馬や馬車においても通行人や自動車などに驚いてしまうために考えられた馬具である。

## 競馬におけるブリンカー

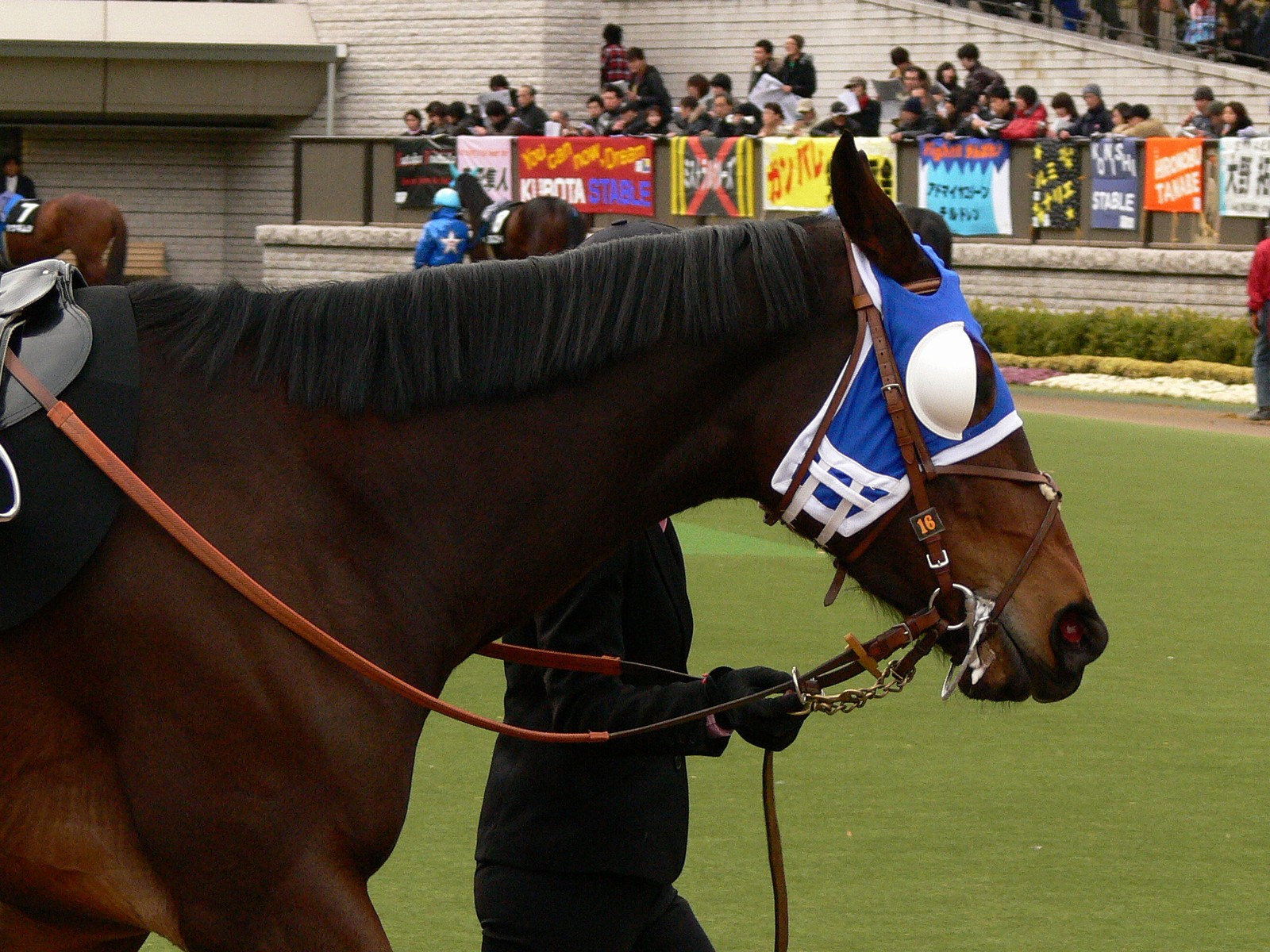
白いブリンカーを着用した競走馬(ストールンブライド)

日本の競馬の競走でも使用は可能であるものの、使用許可を予め主催者に申し出る必要がある。競馬新聞の馬柱などで「B」もしくは「BL」というマークが付された馬がそれである。
ただし一度着用を申請すると、その競走においてブリンカーなしで出走させることは認められない（付け替えて深さ・大きさを変えることは認められている）。このため、レース当日に着脱を判断することができる（事前に申請する必要がない）チークピーシズを敢えて使用する陣営もあるとされる。
通常は左右両側に着用するが、馬の癖や気性によっては片側にのみ着用する場合もある。
またブリンカーに類似した馬具として、カップ状の部分にスリットが入っているバイザー も、海外を中心に普及している。スリットを入れることで後方の視野も若干得ることができ、一部では「後方可視ブリンカー」と訳されることもある。